# Göta Blomberg
Göta Gunvor Blomberg, född 2 februari 1915 i Helsingfors, död 11 september 1991 i Borgå, var en finländsk sångerska (mezzosopran). 
Blomberg studerade sång för Ester Ingman och Aune Antti och företog upprepade studieresor till Sverige och Österrike. Sin debutkonsert höll hon 1951 och konserterade förutom i Finland, även i Österrike, Västtyskland, Sverige och USA. Hon uppträdde även som solist vid symfonikonserter. Hon tilldelades Pro Finlandia-medaljen 1966.